# クリアレイク (カリフォルニア州)
クリアレイク（英: Clearlake）は、アメリカ合衆国カリフォルニア州北部レイク郡の都市である。ローワーレイクの北北西7.2キロメートル にあり、標高は432メートルである。2000年国勢調査時点での人口は13,142人だったが、2010年では15,250人となり、16％増加した。

## 歴史
1923年にクリアレイク郵便局が開局し、1937年に町の名はクリアレイクパークと変えられ、1980年に市制を布いたときにまた元のクリアレイクに戻された。
クリアレイクの最初の住人はポモ族インディアンであり、コノクティ山など地域の多くのものに名前を付けていた。ポモ族はスペイン人やヨーロッパ人の開拓者の手によって虐待を受け、滅亡状態に近くなった。その結果広大な土地がカリフォルニア・ゴールドラッシュの時代に到着した白人開拓者に取り上げられた。

## 地理
クリアレイクは北緯38度57分30秒 西経122度37分35秒 / 北緯38.95833度 西経122.62639度に位置する。アメリカ合衆国国勢調査局に拠れば、市域全面積は10.6平方マイル (27.5 km2)であり、このうち陸地は10.2平方マイル (26.4 km2)、水域は0.4平方マイル (1.1 km2) 、水域率は4.05％である。

## 人口動態
以下は2000年国勢調査による人口統計データである。
| 基礎データ - 人口: 13,142人（2008年では15,040人） - 世帯数: 5,532世帯 - 家族数: 3,313家族 - 人口密度: 498.4人/km2（1,290.9人/mi2） - 住居数: 7,605軒 - 住居密度: 288.4軒/km2（747.0軒/mi2） 人種別人口構成 - 白人: 82.35% - アフリカン・アメリカン: 5.20% - ネイティブ・アメリカン: 2.69% - アジア人: 1.13% - 太平洋諸島系: 0.16% - その他の人種: 3.65% - 混血: 4.80% - ヒスパニック・ラテン系: 11.03% 年齢別人口構成 - 18歳未満: 25.8% - 18-24歳: 6.7% - 25-44歳: 23.1% - 45-64歳: 24.1% - 65歳以上: 20.3% - 年齢の中央値: 41歳 - 性比（女性100人あたり男性の人口） - 総人口: 91.8 - 18歳以上: 87.1 | 世帯と家族（対世帯数） - 18歳未満の子供がいる: 26.4% - 結婚・同居している夫婦: 38.1% - 未婚・離婚・死別女性が世帯主: 15.7% - 非家族世帯: 40.1% - 単身世帯: 32.9% - 65歳以上の老人1人暮らし: 16.1% - 平均構成人数 - 世帯: 2.35人 - 家族: 2.96人 収入と家計（2007年推計） - 収入の中央値 - 世帯: 19,863米ドル - 家族: 25,504米ドル - 性別 - 男性: 24,694米ドル - 女性: 18,207米ドル - 人口1人あたり収入: 12,538米ドル - 貧困線以下 - 対人口: 28.6% - 対家族数: 23.5% - 18歳未満: 39.8% - 65歳以上: 8.4% |

## 政治
カリフォルニア州議会では、上院の第2および下院の第1選挙区に属している。連邦議会下院ではカリフォルニア州第1選挙区に属している。クック投票動向指数は民主党+10である。2010年時点ですべて民主党議員が務めている。